# Воробьёв, Вячеслав Николаевич
Вячесла́в Никола́евич Воробьёв (27 ноября 1962) — советский и российский футболист, защитник и полузащитник.

## Карьера
В 1981 году был в составе «Кубани», однако за основу на поле не выходил, играл только в турнире дублёров Высшей лиги. В 1982 году провёл 11 матчей за новороссийский «Цемент».
Затем играл за ростовский СКА, в составе в сезоне 1985 года дебютировал в Высшей лиге, где провёл 2 встречи. В 1986 году вернулся в «Кубань», за которую на этот раз сыграл 40 матчей и забил 1 гол, который в итоге стал единственным в его карьере. Кроме того, принял участие в 3 поединках Кубка СССР.
С 1987 по 1988 год защищал цвета куйбышевских «Крыльев Советов», провёл 43 матча в первенстве и 4 встречи в Кубке. С 1988 по 1989 снова выступал за «Кубань», сыграл 50 матчей в первенстве и 1 встречу в Кубке СССР.
С 1990 по 1991 год играл за клуб «Тигина-Апоэль», провёл 68 матчей. С 1992 по 1993 год защищал цвета «КАМАЗа», в составе которого принял участие в 45 матчах (из них 17 в Высшей лиге России) в чемпионате и первенстве, и ещё 5 встреч провёл в Кубке России. В 1992 году стал с командой победителем Первой лиги России. Кроме того, в 1993 году сыграл 4 матча за «КАМАЗ»-д во Второй лиге.
После завершения карьеры профессионального футболиста продолжил играть на любительском уровне в команде ветеранов ФК «Кубань».

## Достижения
- Победитель Первой лиги России (выход в Высшую лигу): 1992